# Urea recubierta
Los fertilizantes de urea recubierta son un tipo de Fertilizante de liberación controlada que consiste en gránulos de urea recubiertos con productos químicos menos solubles como el azufre, polímeros, otros productos o una combinación. Estos fertilizantes mitigan algunos de los aspectos negativos de la fertilización con urea, como las quemaduras por fertilizante. Los recubrimientos liberan la urea cuando son penetrados por el agua, como ocurre con el azufre, o cuando se descomponen, como ocurre con los polímeros.
Este recubrimiento tiene como objetivo controlar la liberación del nitrógeno en el suelo de manera gradual, evitando pérdidas por volatilización o lixiviación y permitiendo que las plantas absorban el nitrógeno de manera más eficiente a lo largo del tiempo.

## Descripción general
La urea se utiliza ampliamente como fertilizante nitrogenado. Su alta solubilidad en agua lo hace útil para aplicación líquida y tiene un riesgo mucho menor de causar quemaduras por fertilizantes que otros productos químicos como el cianuro de calcio o el nitrato de amonio. Sin embargo, el riesgo de quemaduras por fertilizantes con urea puede ser inaceptablemente alto en algunas situaciones, como en temperaturas más altas. La alta solubilidad en agua de la urea también puede ser desventajosa en algunos casos.
Una técnica particular para mitigar estas desventajas ha sido encapsular gránulos de urea con productos químicos menos solubles. Estos recubrimientos permiten la liberación gradual de urea de manera controlada, lo que permite aplicaciones menos frecuentes.

## Urea recubierta de azufre
Los fertilizantes de urea recubiertos de azufre, o SCU, liberan nitrógeno a través de la penetración de agua a través de grietas y microporos en el recubrimiento. Una vez que el agua penetra a través del recubrimiento, la liberación de nitrógeno es rápida. Las partículas de fertilizante pueden a su vez sellarse con cera para retardar aún más su liberación, lo que hace necesaria la degradación microbiana para permitir la penetración del agua. También se puede variar el tamaño de las partículas de fertilizante para variar el momento en que se produce la liberación de nitrógeno. Los productos recubiertos de azufre suelen tener entre un 32% y un 41% de nitrógeno elemental en peso. El proceso de recubrimiento con azufre fue desarrollado originalmente por la Autoridad del Valle del Tennessee.
Los productos de urea recubiertos de azufre solo se pueden aplicar en forma granular y, por lo tanto, no se pueden aplicar mediante métodos de fertilización líquida. No es raro encontrar cáscaras de azufre vacías en el césped una vez que se libera el nitrógeno. Otra desventaja tiene que ver con el tamaño relativamente grande de las partículas de los fertilizantes de urea recubiertos de azufre, lo que hace que su uso en superficies muy bien cortadas, como los putting greens, sea poco práctico. Sin embargo, más recientemente se han desarrollado materiales con tamaños de partículas más pequeños, lo que permite el uso de ureas recubiertas de azufre en los greens.

## Urea recubierta de polímero
Los fertilizantes de urea recubierta de polímero, también llamados urea recubierta de plástico o PCU, pueden permitir una tasa más precisa de liberación de nitrógeno que los productos de urea recubierta de azufre. Es posible producir productos recubiertos de polímero donde la liberación de nitrógeno puede retrasarse hasta 10 meses después de la aplicación. La principal desventaja de los productos de urea recubiertos de polímero es su costo relativamente alto en comparación con la urea recubierta de azufre.

## Productos combinados
También existen productos que utilizan una combinación de recubrimiento de azufre y recubrimiento de polímero. Normalmente, estos productos consisten en urea, recubierta con una capa de azufre, que a su vez está recubierta con una capa de polímero. Cada capa de recubrimiento es generalmente menor que el espesor normal para los procesos individuales. Estos productos se utilizan generalmente como alternativas menos costosas a los productos puramente recubiertos de plástico, aunque siguen proporcionando características precisas de liberación de nitrógeno.

## Ventajas de la urea recubierta
- Liberación controlada: La capa protectora se disuelve lentamente, liberando el nitrógeno de manera paulatina. Esto ayuda a evitar picos de disponibilidad de nitrógeno y permite una nutrición más constante.
- Menor impacto ambiental: Reduce las pérdidas de nitrógeno hacia el medio ambiente, disminuyendo la contaminación por lixiviación hacia aguas subterráneas o por volatilización hacia la atmósfera.
- Mayor eficiencia: Al evitar las pérdidas rápidas de nitrógeno, las plantas pueden aprovechar mejor el fertilizante, mejorando la eficiencia en la absorción de nutrientes.
- Reducción de la frecuencia de aplicación: Al liberar el nitrógeno lentamente, disminuye la necesidad de aplicar fertilizante frecuentemente, ahorrando costos y tiempo en el manejo agrícola.